# Золотой глобус (премия, 1958)
15-я церемония вручения премии «Золотой глобус»

22 февраля 1958 год
Лучший фильм (драма): 

«Мост через реку Квай»
Лучший фильм (комедия или мюзикл): 

«Девушки»
< 14-я Церемонии вручения 16-я >
15-я церемония вручения наград премии «Золотой глобус» за заслуги в области кинематографа за 1957 год состоялась 22 февраля 1958 года.

## Победители и номинанты
| Победители выделены отдельным цветом. |

### Игровое кино
| Категории                                | Фотографии лауреатов                                        | Победители и номинанты                                        |
| ---------------------------------------- | ----------------------------------------------------------- | ------------------------------------------------------------- |
| Лучший фильм (драма)                     |                                                             | • «Мост через реку Квай» (продюсер: Сэм Шпигель)              |
| Лучший фильм (драма)                     | • «12 разгневанных мужчин» (продюсер: Генри Фонда)          |                                                               |
| Лучший фильм (драма)                     | • «Сайонара» (продюсер: Уильям Гетц)                        |                                                               |
| Лучший фильм (драма)                     | • «Дикий ветер» (продюсер: Джозеф Х. Хазен)                 |                                                               |
| Лучший фильм (драма)                     | • «Свидетель обвинения» (продюсер: Эдвард Смолл)            |                                                               |
| Лучший фильм (комедия или мюзикл)        |                                                             | • «Девушки» (продюсер: Сол Сигел)                             |
| Лучший фильм (комедия или мюзикл)        | • «Не подходи к воде» (продюсер: Лоуренс Уэйнгартен)        |                                                               |
| Лучший фильм (комедия или мюзикл)        | • «Любовь после полудня» (продюсер: Билли Уайлдер)          |                                                               |
| Лучший фильм (комедия или мюзикл)        | • «Приятель Джои» (продюсер: Фред Колмар)                   |                                                               |
| Лучший фильм (комедия или мюзикл)        | • «Шёлковые чулки» (продюсер: Рубен Мамулян)                |                                                               |
| Лучший режиссёр                          |                                                             | • Дэвид Лин — за фильм «Мост через реку Квай»                 |
| Лучший режиссёр                          | • Джошуа Логан — за фильм «Сайонара»                        |                                                               |
| Лучший режиссёр                          | • Фред Циннеман — за фильм «Шляпа, полная дождя»            |                                                               |
| Лучший режиссёр                          | • Уильям Уайлер — за фильм «Свидетель обвинения»            |                                                               |
| Лучший режиссёр                          | • Сидни Люмет — за фильм «12 разгневанных мужчин»           |                                                               |
| Лучшая мужская роль (драма)              |                                                             | • Алек Гиннесс — за фильм «Мост через реку Квай»              |
| Лучшая мужская роль (драма)              | • Марлон Брандо — за фильм «Сайонара»                       |                                                               |
| Лучшая мужская роль (драма)              | • Энтони Франчоза — за фильм «Шляпа, полная дождя»          |                                                               |
| Лучшая мужская роль (драма)              | • Чарльз Лоутон — за фильм «Свидетель обвинения»            |                                                               |
| Лучшая мужская роль (драма)              | • Генри Фонда — за фильм «12 разгневанных мужчин»           |                                                               |
| Лучшая женская роль (драма)              |                                                             | • Джоан Вудвард — за фильм «Три лица Евы»                     |
| Лучшая женская роль (драма)              | • Анна Маньяни — за фильм «Дикий ветер»                     |                                                               |
| Лучшая женская роль (драма)              | • Марлен Дитрих — за фильм «Свидетель обвинения»            |                                                               |
| Лучшая женская роль (драма)              | • Эва Мари Сейнт — за фильм «Шляпа, полная дождя»           |                                                               |
| Лучшая женская роль (драма)              | • Дебора Керр — за фильм «Бог знает, мистер Аллисон»        |                                                               |
| Лучшая мужская роль (комедия или мюзикл) |                                                             | • Фрэнк Синатра — за фильм «Приятель Джои»                    |
| Лучшая мужская роль (комедия или мюзикл) | • Морис Шевалье — за фильм «Любовь после полудня»           |                                                               |
| Лучшая мужская роль (комедия или мюзикл) | • Гленн Форд — за фильм «Не подходи к воде»                 |                                                               |
| Лучшая мужская роль (комедия или мюзикл) | • Дэвид Нивен — за фильм «Мой слуга Годфри»                 |                                                               |
| Лучшая мужская роль (комедия или мюзикл) | • Тони Рэндалл — за фильм «Испортит ли успех Рока Хантера?» |                                                               |
| Лучшая женская роль (комедия или мюзикл) |                                                             | • Кэй Кендалл — за фильм «Девушки»                            |
| Лучшая женская роль (комедия или мюзикл) | • Тайна Элг — за фильм «Девушки»                            |                                                               |
| Лучшая женская роль (комедия или мюзикл) | • Сид Чарисс — за фильм «Шёлковые чулки»                    |                                                               |
| Лучшая женская роль (комедия или мюзикл) | • Одри Хепбёрн — за фильм «Любовь после полудня»            |                                                               |
| Лучшая женская роль (комедия или мюзикл) | • Джин Симмонс — за фильм «Долгожданная ночь»               |                                                               |
| Лучшая мужская роль второго плана        |                                                             | • Рэд Баттонс — за фильм «Сайонара»                           |
| Лучшая мужская роль второго плана        | • Сэссю Хаякава — за фильм «Мост через реку Квай»           |                                                               |
| Лучшая мужская роль второго плана        | • Найджел Патрик — за фильм «Округ Рэйнтри»                 |                                                               |
| Лучшая мужская роль второго плана        | • Эд Винн — за фильм «Великий человек»                      |                                                               |
| Лучшая мужская роль второго плана        | • Ли Джей Кобб — за фильм «12 разгневанных мужчин»          |                                                               |
| Лучшая женская роль второго плана        |                                                             | • Эльза Ланчестер — за фильм «Свидетель обвинения»            |
| Лучшая женская роль второго плана        | • Миёси Умэки — за фильм «Сайонара»                         |                                                               |
| Лучшая женская роль второго плана        | • Хоуп Лэнг — за фильм «Пейтон плэйс»                       |                                                               |
| Лучшая женская роль второго плана        | • Милдред Даннок — за фильм «Пейтон плэйс»                  |                                                               |
| Лучшая женская роль второго плана        | • Хизер Сирс — за фильм «История Эстер Костелло»            |                                                               |
| Лучший дебют актёра                      |                                                             | • Джеймс Гарнер — за фильм «Сайонара»                         |
| Лучший дебют актёра                      | • Джон Сэксон                                               |                                                               |
| Лучший дебют актёра                      | • Патрик Уэйн                                               |                                                               |
| Лучший дебют актрисы                     |                                                             | • Сандра Ди — за фильм «Пока не поплывут»                     |
| Лучший дебют актрисы                     | • Кэролин Джонс — за фильм «Мальчишник»                     |                                                               |
| Лучший дебют актрисы                     | • Дайан Варси — за фильм «Пейтон плэйс»                     |                                                               |
| Лучший иностранный фильм                 |                                                             | • «Признания авантюриста Феликса Круля» (реж.: Курт Хоффманн) |
| Лучший иностранный фильм                 | • «Тисок» (реж.: Исмаэль Родригес)                          |                                                               |
| Лучший иностранный фильм                 | • «Женщина в халате» (реж.: Джей Ли Томпсон)                |                                                               |
| Лучший иностранный фильм                 | • «Жёлтая ворона» (реж.: Хэйноскэ Госё)                     |                                                               |

## Специальные премии
| Категории                        | Фотографии лауреатов | Победители и номинанты                                                      |
| -------------------------------- | -------------------- | --------------------------------------------------------------------------- |
| Премия Сесиля Б. Де Милля        |                      | • Бадди Адлер                                                               |
| Достижения в области телевидения |                      | • Эдди Фишер • Джек Бенни • Альфред Хичкок • Майк Уоллес                    |
| Премия Генриетты                 |                      | • Тони Кёртис — фаворит среди мужчин. • Дорис Дэй — фаворитка среди женщин. |
| Специальная премия               |                      | • Хьюго Фридхофер • Джин Симмонс • Боб Хоуп • Жа Жа Габор                   |